# Caecilia albiventris
Caecilia albiventris es una especie de anfibios de la familia Caeciliidae.
Se considera endémica de la Guayana, aunque es necesario un conocimiento mayor sobre la biología de la especie y su distribución. De hecho, la cita original por la que se determinó su localización data de 1803 y sólo indica "Surinam" (Daudin 1803). Se han recolectado especímenes recientemente en la Guayana Francesa que coinciden con la descripción de esta especie aunque es necesario realizar estudios taxonómicos más detallados.
Sus hábitats naturales incluyen bosques tropicales o subtropicales húmedos y a baja altitud, plantaciones, jardines rurales y zonas previamente boscosas ahora muy degradadas.